# الجوارة (الجوف)
الجوارة هي إحدى قرى الجمهورية اليمنية. وهي تتبع جغرافيًا لمحافظة الجوف. وإداريًا لمديرية الحميدات. يبلغ تعداد سكانها 2099 نسمة حسب الإحصاء الذي أجري عام 2004.